# Enrique Vera y González
Enrique Vera y González (Burgos, 1861-Madrid, 1914) fue un escritor y periodista español. De ideología republicana federal fue un gran admirador de Francisco Pi y Margall a quien dedicó su obra más importante publicada en 1886: Pi y Margall y la política contemporánea.

## Biografía
Nació en 1861 en Burgos, hijo del pintor Pablo Vera y Bañón. Era hermano de José Vera y González y de Emilio Vera y González. De pensamiento republicano, fue miembro de la Sociedad Abolicionista Española y autor de numerosas obras políticas y sociales, además del último director que tuvo el periódico federal madrileño La República. Usó el seudónimo de «Z. Vélez de Aragón». Emigrado a América a finales del siglo XIX, en 1904 colaboraba en la revista bonaerense España. Falleció el 25 de julio de 1914 en Madrid. Entre sus obras se contaron Pi y Margall y la política contemporánea: la democracia federal, su origen, su historia, sus destinos medio siglo de doctrinarismo en España, la política de programas y la política real y una biografía del marqués de Santa Marta.